# Snowboarding na Zimowych Igrzyskach Olimpijskich 2014 – slalom gigant równoległy kobiet
Slalom gigant równoległy kobiet – czwarta z konkurencji rozgrywanych w ramach snowboardingu na Zimowych Igrzyskach Olimpijskich 2014. Zawodniczki o medale olimpijskie rywalizowały 19 lutego na trasie Stadium PSX w Ekstrim-park Roza Chutor położonym w Krasnej Polanie. Tytułu mistrzyni olimpijskiej z Vancouver nie obroniła Holenderka Nicolien Sauerbreij, która już odpadła w fazie 1/8 finału. Nową mistrzynią olimpijską została reprezentantka Szwajcarii Patrizia Kummer, wicemistrzostwo olimpijskie przypadło Japonce Tomoce Takeuchi. Natomiast brązowy medal zdobyła reprezentantka gospodarzy Rosjanka Alona Zawarzina.

## Terminarz
| Data      | Konkurencja  | Godzina rozpoczęcia | Godzina rozpoczęcia |
| Data      | Konkurencja  | Czas CET            | Czas lokalny        |
| --------- | ------------ | ------------------- | ------------------- |
| 16 lutego | Kwalifikacje | 6:15                | 9:15                |
| 16 lutego | 1/8 finału   | 10:00               | 13:00               |
| 16 lutego | Ćwierćfinał  | 10:48               | 13:48               |
| 16 lutego | Półfinał     | 11:15               | 14:15               |
| 16 lutego | Finał        | 11:31               | 14:31               |

## Tło
| Data                                                                                | Miejscowość                                                                         | Zwycięzca                                                                           | Drugi                                                                               | Trzeci                                                                              | Źródło                                                                              |
| Wyniki giganta równoległego podczas zawodów Pucharu Świata w snowboardzie 2013/2014 | Wyniki giganta równoległego podczas zawodów Pucharu Świata w snowboardzie 2013/2014 | Wyniki giganta równoległego podczas zawodów Pucharu Świata w snowboardzie 2013/2014 | Wyniki giganta równoległego podczas zawodów Pucharu Świata w snowboardzie 2013/2014 | Wyniki giganta równoległego podczas zawodów Pucharu Świata w snowboardzie 2013/2014 | Wyniki giganta równoległego podczas zawodów Pucharu Świata w snowboardzie 2013/2014 |
| ----------------------------------------------------------------------------------- | ----------------------------------------------------------------------------------- | ----------------------------------------------------------------------------------- | ----------------------------------------------------------------------------------- | ----------------------------------------------------------------------------------- | ----------------------------------------------------------------------------------- |
| 13 grudnia                                                                          | Carezza                                                                             | Patrizia Kummer                                                                     | Tomoka Takeuchi                                                                     | Jekatierina Tudiegieszewa                                                           | [ 1 ]                                                                               |
| 18 stycznia                                                                         | Rogla                                                                               | Ester Ledecká                                                                       | Tomoka Takeuchi                                                                     | Julia Dujmovits                                                                     | [ 2 ]                                                                               |
| 1 lutego                                                                            | Sudelfeld                                                                           | Patrizia Kummer                                                                     | Tomoka Takeuchi                                                                     | Julia Dujmovits                                                                     | [ 3 ]                                                                               |
| Wyniki Slalomu giganta równoległego na Zimowych Igrzyskach Olimpijskich 2010        |                                                                                     |                                                                                     |                                                                                     |                                                                                     |                                                                                     |
| 26 lutego                                                                           | Vancouver                                                                           | Nicolien Sauerbreij                                                                 | Jekatierina Iluchina                                                                | Marion Kreiner                                                                      | [ 4 ]                                                                               |
| Wyniki Slalomu giganta równoległego na mistrzostwach świata 2011                    |                                                                                     |                                                                                     |                                                                                     |                                                                                     |                                                                                     |
| 19 stycznia                                                                         | La Molina                                                                           | Alona Zawarzina                                                                     | Claudia Riegler                                                                     | Doris Günther                                                                       | [ 5 ]                                                                               |
| Wyniki Slalomu giganta równoległego na mistrzostwach świata 2013                    |                                                                                     |                                                                                     |                                                                                     |                                                                                     |                                                                                     |
| 25 stycznia                                                                         | Stoneham                                                                            | Isabella Laböck                                                                     | Julia Dujmovits                                                                     | Amelie Kober                                                                        | [ 6 ]                                                                               |

## Wyniki

### Kwalifikacje
| Miejsce | Nr | Zawodniczka               | Reprezentacja | Para | Trasa Niebieska | Trasa Czerwona | Czas łączny | Uwagi |
| Miejsce | Nr | Zawodniczka               | Reprezentacja | Para | Czas            | Czas           | Czas łączny | Uwagi |
| ------- | -- | ------------------------- | ------------- | ---- | --------------- | -------------- | ----------- | ----- |
| 1.      | 8  | Tomoka Takeuchi           | Japonia       | 4    | 52,00           | 54.33          | 1:46.33     | Q     |
| 2.      | 1  | Patrizia Kummer           | Szwajcaria    | 1    | 53.99           | 52,63          | 1:46.62     | Q     |
| 3.      | 27 | Julie Zogg                | Szwajcaria    | 14   | 53.71           | 53,40          | 1:47.11     | Q     |
| 4.      | 10 | Nicolien Sauerbreij       | Holandia      | 5    | 53,63           | 53.59          | 1:47.22     | Q     |
| 5.      | 24 | Marianne Leeson           | Kanada        | 12   | 52,84           | 54.57          | 1:47.41     | Q     |
| 6.      | 21 | Alona Zawarzina           | Rosja         | 11   | 54.34           | 53,31          | 1:47.65     | Q     |
| 7.      | 15 | Claudia Riegler           | Austria       | 8    | 54.58           | 54,04          | 1:48.62     | Q     |
| 8.      | 13 | Caroline Calvé            | Kanada        | 7    | 55.11           | 53,68          | 1:48.79     | Q     |
| 9.      | 18 | Jekatierina Iluchina      | Rosja         | 9    | 53,63           | 55.39          | 1:49.02     | Q     |
| 10.     | 4  | Ester Ledecká             | Czechy        | 2    | 55,40           | 53.77          | 1:49.17     | Q     |
| 11.     | 5  | Selina Jörg               | Niemcy        | 3    | 53.39           | 56,25          | 1:49.64     | Q     |
| 12.     | 22 | Ladina Jenny              | Szwajcaria    | 11   | 54,27           | 56.14          | 1:50.41     | Q     |
| 13.     | 11 | Ina Meschik               | Austria       | 6    | 54.94           | 56,38          | 1:51.32     | Q     |
| 14.     | 14 | Ariane Lavigne            | Kanada        | 7    | 55,33           | 56.36          | 1:51.69     | Q     |
| 15.     | 16 | Jekatierina Tudiegieszewa | Rosja         | 8    | 57,44           | 54.33          | 1:51.77     | Q     |
| 16.     | 28 | Corinna Boccacini         | Włochy        | 14   | 55,07           | 56.78          | 1:51.85     | Q     |
| 17.     | 25 | Stefanie Müller           | Szwajcaria    | 13   | 54.90           | 57,08          | 1:51.98     |       |
| 18.     | 20 | Isabella Laböck           | Niemcy        | 10   | 55,02           | 56.99          | 1:52.01     |       |
| 19.     | 7  | Hilde-Katrine Engeli      | Norwegia      | 4    | 57.03           | 55,26          | 1:52.29     |       |
| 20.     | 12 | Marion Kreiner            | Austria       | 6    | 57,10           | 55.30          | 1:52.40     |       |
| 21.     | 31 | Annamari Czundak          | Ukraina       | 16   | 56.10           | 57,61          | 1:53.71     |       |
| 22.     | 23 | Michelle Dekker           | Holandia      | 12   | 57.24           | 56,50          | 1:53.74     |       |
| 23.     | 26 | Walerija Coj              | Kazachstan    | 13   | 57,53           | 57.04          | 1:54.57     |       |
| 24.     | 29 | Gloria Kotnik             | Słowenia      | 15   | 56.83           | 1:00,85        | 1:57.68     |       |
| 25.     | 3  | Anke Karstens             | Niemcy        | 2    | 53.39           | 1:05,90        | 1:59.29     |       |
| 26.     | 19 | Nadya Ochner              | Włochy        | 10   | 55,80           | 1:04,08        | 1:59.88     |       |
| 27.     | 32 | Nina Micić                | Serbia        | 16   | 1:00,93         | 1:04.01        | 2:04.94     |       |
| 28.     | 30 | Karolina Sztokfisz        | Polska        | 15   | 58,44           | 1:09.96        | 2:08.40     |       |
| 29.     | 6  | Julia Dujmovits           | Austria       | 3    | 59,98           | DSQ            |             |       |
| 30.     | 2  | Amelie Kober              | Niemcy        | 1    | 1:35,30         | DSQ            |             |       |
|         | 17 | Natalja Sobolewa          | Rosja         | 9    |                 | DSQ            |             |       |
|         | 9  | Aleksandra Król           | Polska        | 5    |                 | DSQ            |             |       |

### 1/8 Finału
| Miejsce | Nr | Zawodniczka               | Reprezentacja | Para | Trasa Niebieska | Trasa Czerwona | Uwagi |                 |         |   |         |     |   |
| ------- | -- | ------------------------- | ------------- | ---- | --------------- | -------------- | ----- | --------------- | ------- | - | ------- | --- | - |
| Miejsce | Nr | Zawodniczka               | Reprezentacja | Para |                 | 8              | Uwagi | Tomoka Takeuchi | Japonia | 1 | wygrana | ... | Q |
|         | 28 | Corinna Boccacini         | Włochy        | 1    | + 1,07          | + 1,93         |       |                 |         |   |         |     |   |
|         | 13 | Caroline Calvé            | Kanada        | 2    | wygrana         | ...            | Q     |                 |         |   |         |     |   |
|         | 18 | Jekatierina Iluchina      | Rosja         | 2    | + 1,50          | + 0,03         |       |                 |         |   |         |     |   |
|         | 24 | Marianne Leeson           | Kanada        | 3    | wygrana         | ...            | Q     |                 |         |   |         |     |   |
|         | 22 | Ladina Jenny              | Szwajcaria    | 3    | + 0,51          | + 0,30         |       |                 |         |   |         |     |   |
|         | 10 | Nicolien Sauerbreij       | Holandia      | 4    | + 0,05          | ...            |       |                 |         |   |         |     |   |
|         | 11 | Ina Meschik               | Austria       | 4    | + 0,30          | wygrana        | Q     |                 |         |   |         |     |   |
|         | 27 | Julie Zogg                | Szwajcaria    | 5    | + 0,12          | ...            |       |                 |         |   |         |     |   |
|         | 14 | Ariane Lavigne            | Kanada        | 5    | + 0,91          | wygrana        | Q     |                 |         |   |         |     |   |
|         | 21 | Alona Zawarzina           | Rosja         | 6    | wygrana         | + 0,04         | Q     |                 |         |   |         |     |   |
|         | 5  | Selina Jörg               | Niemcy        | 6    | ...             | + 13,53        |       |                 |         |   |         |     |   |
|         | 15 | Claudia Riegler           | Austria       | 7    | + 0,49          | + 0,24         |       |                 |         |   |         |     |   |
|         | 4  | Ester Ledecká             | Czechy        | 7    | ...             | wygrana        | Q     |                 |         |   |         |     |   |
|         | 1  | Patrizia Kummer           | Szwajcaria    | 8    | wygrana         | ...            | Q     |                 |         |   |         |     |   |
|         | 16 | Jekatierina Tudiegieszewa | Rosja         | 8    | + 1,50          | + 0,76         |       |                 |         |   |         |     |   |

### Ćwierćfinał
| Miejsce | Nr | Zawodniczka     | Reprezentacja | Para | Trasa Niebieska | Trasa Czerwona | Uwagi |                 |         |   |         |     |   |
| ------- | -- | --------------- | ------------- | ---- | --------------- | -------------- | ----- | --------------- | ------- | - | ------- | --- | - |
| Miejsce | Nr | Zawodniczka     | Reprezentacja | Para |                 | 8              | Uwagi | Tomoka Takeuchi | Japonia | 1 | wygrana | ... | Q |
|         | 13 | Caroline Calvé  | Kanada        | 1    | + 0,74          | + 4,00         |       |                 |         |   |         |     |   |
|         | 24 | Marianne Leeson | Kanada        | 2    | + 0,30          | ...            |       |                 |         |   |         |     |   |
|         | 11 | Ina Meschik     | Austria       | 2    | + 0,65          | wygrana        | Q     |                 |         |   |         |     |   |
|         | 14 | Ariane Lavigne  | Kanada        | 3    | + 7,27          | ...            |       |                 |         |   |         |     |   |
|         | 21 | Alona Zawarzina | Rosja         | 3    | + 0,11          | wygrana        | Q     |                 |         |   |         |     |   |
|         | 4  | Ester Ledecká   | Czechy        | 4    | + 0,30          | ...            |       |                 |         |   |         |     |   |
|         | 1  | Patrizia Kummer | Szwajcaria    | 4    | + 0,57          | wygrana        | Q     |                 |         |   |         |     |   |

### Półfinał
| Miejsce | Nr | Zawodniczka     | Reprezentacja | Para | Trasa Niebieska | Trasa Czerwona | Uwagi |                 |         |   |         |     |    |
| ------- | -- | --------------- | ------------- | ---- | --------------- | -------------- | ----- | --------------- | ------- | - | ------- | --- | -- |
| Miejsce | Nr | Zawodniczka     | Reprezentacja | Para |                 | 8              | Uwagi | Tomoka Takeuchi | Japonia | 1 | wygrana | ... | QF |
|         | 11 | Ina Meschik     | Austria       | 1    | + 1,01          | DSQ            | QSF   |                 |         |   |         |     |    |
|         | 21 | Alona Zawarzina | Rosja         | 2    | DSQ             | ...            | QSF   |                 |         |   |         |     |    |
|         | 1  | Patrizia Kummer | Szwajcaria    | 2    | + 0,04          | wygrana        | QF    |                 |         |   |         |     |    |

### Finał
| Miejsce | Nr | Zawodniczka     | Reprezentacja | Trasa Niebieska | Trasa Czerwona |                 |            |        |         |
| ------- | -- | --------------- | ------------- | --------------- | -------------- | --------------- | ---------- | ------ | ------- |
| Miejsce | Nr | Zawodniczka     | Reprezentacja | 01 !            | 1              | Patrizia Kummer | Szwajcaria | + 0.30 | wygrana |
| 02 !    | 8  | Tomoka Takeuchi | Japonia       | + 7,32          | ...            |                 |            |        |         |
| 03 !    | 21 | Alona Zawarzina | Rosja         | + 0,01          | wygrana        |                 |            |        |         |
| 4.      | 11 | Ina Meschik     | Austria       | + 0,82          | ...            |                 |            |        |         |

Źródło: FIS